# Histoire des Juifs à Charleroi
L'histoire des Juifs à Charleroi, qui se situe dans un cycle historique d'un siècle, prend son essor après 1918 et connaît un grand déclin depuis les années 2010.

## Quelques précurseurs
Dès 1846 un cimetière juif séparé est accordé à la suite d'une demande du Consistoire de Belgique. Elle fait suite au décès d'un israélite dans la ville.
Mais la présence juive à Charleroi se limite à quelques individus.
Par exemple, Adolphe Roos y vit avec son épouse Henriette Korb jusqu'à son décès en 1922 et exploite un commerce de textile. Il est issu d'une famille bourgeoise traditionaliste. Son fils Edmond se recentre alors sur Bruxelles où il présidera la communauté israélite de 1933 à 1940.
Parfois aussi, les affaires conduisent des Juifs à effectuer quelques passages à Charleroi. C'est ainsi que les Bruxellois Albert et Edmond Samdam installent un des neuf magasins de leur ganterie à Charleroi. Dans le sillage de son père Julien qui crée et développe le grand magasin À l'Innovation, son fils Émile Bernheim poursuit et révolutionne ce nouveau type de commerce en grande surface. Une succursale fait son apparition à Charleroi où l'enseigne sera longtemps un pilier du paysage commercial carolorégien.

## L'avènement d'une communauté juive après 1918
Après 1918, le paupérisme et surtout l'antisémitisme dans la Pologne unifiée renaissante incitent de nouveau les Juifs à quitter leur Yiddishland. Mais il faut envisager d'autres destinations que le  Nouveau Monde où sont massivement partis leurs prédécesseurs. L'instauration d'une politique américaine drastique de quotas vient, en effet, de mettre fin au rêve de l'Amérique aux rues pavées d'or. L'Emergency Quota Act du 19 mai 1921 limite le nombre annuel d'immigrants de chaque pays à 3 % du nombre de personnes originaires de ce pays figurant sur le recensement de 1910. L'Immigration Act of 1924 est encore plus sévère puisqu'il réduit le quota annuel de nouveaux immigrants à 2 % du nombre de personnes par pays arrivées et recensées en 1890.
Par contre, dans cette Europe en reconstruction, le redémarrage économique rapide de la Belgique fait quasi figure d'exception. Il attire d'autant plus l'attention qu'une rumeur se répand : des bassins industriels manquent de bras. Dès 1924-25, une reconstruction menée tambour battant et l'assainissement spectaculaire des finances publiques ont installé la Belgique au cœur d'une reprise mondiale. Le Produit national brut va augmenter de près de 40 % entre 1920 et 1929, la production industrielle de près de 90 % et le commerce extérieur de près de 70 %. On n'imagine pas encore les effets dévastateurs que suscitera la spéculation qui caractérise aussi cette décennie ; le krach de 1929 est encore loin. Pour la première fois, on recrute au-delà des pays limitrophes. Une main-d'œuvre nouvelle fait son apparition dans les usines et les charbonnages. Elle provient d'Italie et surtout de Pologne. Parmi les nouveaux venus polonais attirés par le boom industriel du Pays Noir, les Juifs ne tardent pas à se démarquer... Des sonorités insolites en yiddish résonnent désormais aux oreilles des habitants de Charleroi. C'est par exemple ainsi que, pour la seule ville de Charleroi, sur 25 Juifs et 23 Juives arrivés en 1929, on compte 8 hommes et 8 femmes entre 25 et 29 ans, 7 hommes et 5 femmes entre 20 et 24 ans et 4 hommes et 3 femmes entre 30 et 34 ans. Peu à peu, des centaines de jeunes ménages y entrevoient des perspectives heureuses pour leur progéniture. La première génération d'enfants nés sur place participe à une vie communautaire qui s'épanouit. Sa scolarisation parachève l'intégration familiale en Belgique.

### Aspects socio-économiques
L'impression de monde « importé » que suscite la nouvelle présence juive à Charleroi se confirme dans une métamorphose socio-professionnelle. Dans le pays d'origine, des décennies d'apartheid socio-économique, culturel et religieux avaient érigé en une tradition juive quasi immuable un confinement professionnel dans le commerce et l'artisanat (à l'exception, çà et là, de colonies agricoles). Les premiers Juifs arrivés à Charleroi ont inévitablement entamé leur séjour en franchissant la grille d'un charbonnage ou d'une usine. Dès la première occasion, ils s'efforceront de retrouver une autre activité professionnelle.
En Belgique même, l'élévation du niveau de vie au cours des années 1920 attire davantage les Juifs à Anvers ou à Bruxelles que dans les bassins industriels wallons. Leur présence nettement plus massive et des activités dans le secteur des peaux et cuirs, du textile ou du diamant l'attestent. L'univers du travail à l'usine ou dans la mine désarçonne ceux qui n'ont jamais eu à évoluer en contact étroit avec un monde aussi massivement non-juif. La plupart des Juifs de Charleroi plongent dans des modes de production standardisée auxquels leurs métiers traditionnels ne les ont pas préparés. Une telle inadaptation ira parfois jusqu'à provoquer des accidents. Peu à peu, cette tradition de confinement dans certains métiers se mue en un nouvel atout.
En effet, le boom économique belge des années 1920 tient en majeure partie à l'industrie lourde. De ce fait, les activités traditionnelles juives ne connaissent aucune mécanisation et souffrent donc peu d'une forte concurrence. Les Juifs de Charleroi cherchent alors à exercer de nouveau leurs métiers traditionnels. Mais l'artisanat ou le commerce de luxe pratiqués par les tailleurs de diamant d'Anvers ou par les Juifs de Bruxelles occupés dans les métiers du cuir n'offrent généralement pas de perspectives équivalentes à Charleroi. Par contre, à l'instar en particulier des tailleurs et des colporteurs de tissus, d'autres secteurs traditionnels permettent de calquer une offre sur la demande et le niveau de vie d'une population d'un bassin industriel en pleine expansion. En outre, la mise sur pied d'une petite affaire ne requiert qu'un capital dérisoire. On travaille souvent en famille, parfois avec l'un ou l'autre apprenti, toujours dans la plus grande flexibilité.
Quelques immigrants juifs développent leurs négoces comme par exemple Jacob Salik, qui après un accident dans les mines, devient colporteur et connaît un tel succès, qu'il fonde une usine de fabrication d'imperméables en 1935. Son fils Pierre poursuivra son œuvre.
À cet égard, quelques chiffres de 1929 relatifs à la population émigrée de Pologne à Charleroi soulignent de grandes différences entre Juifs et non-Juifs. Mis à part quelques journaliers, une écrasante majorité de Polonais (97 %) descend dans la mine. Par contre, 60 % des Juifs évoluent dans l'artisanat. De même, pour un seul commerçant polonais, on dénombre 16 % de commerçants parmi les Juifs. La participation des conjointes aux petites affaires familiales constitue également un trait particulier du mode juif d'intégration économique à Charleroi durant cette période. À l'inverse des autres Polonaises non juives souvent recensées comme « femmes au foyer », les Juives venues de Pologne s'activent aux côtés de leur mari, notamment en tenant boutique ou en écoulant quelques articles invendus sur le marché dominical de la Ville-Haute.
Les secousses du krach boursier de Wall Street du 24 octobre 1929 touchent la Belgique au début de la décennie suivante. Le climat protectionniste des années 1930 suscite un mouvement en faveur du commerce « belge ». En 1933, la presse nationale se met à dénoncer régulièrement les colporteurs, les camelots, les étrangers. À deux reprises, le journal bruxellois Le Soir fait écho à une enquête diligentée par l'Association des commerçants de la région de Charleroi. On y stigmatise « des Juifs 100 % qui viennent faire concurrence aux commerçants jusque sur les trottoirs, jusque devant leur porte ». La crise économique atteint son paroxysme en 1934-1935. Le Gouvernement cède aux pressions des associations de classes moyennes et à leur campagne dénonçant une basse pègre de mercantis et de colporteurs étrangers se livrant à un commerce sans vergogne dont les marchandises sont souvent d'origine suspecte. Une législation impose désormais la détention d'une carte de marchand ambulant en l'assortissant de conditions drastiques. Certes, la loi ne vise pas distinctement les Juifs. Mais ceux-ci s'inquiètent de la couleur de l'insigne public attestant la détention de la carte qui désigne ouvertement l'étranger au public . Bien décidés à ne pas se laisser faire, les colporteurs juifs se regroupent au sein d'une Tsentral-Farband fun Yidishn Marsbantn Fareyn in Belgie (Union centrale des associations de commerçants ambulants juifs en Belgique) qui multiplie en vain les meetings de protestation. L'un d'eux se tient à Charleroi en juillet 1935. Autre effet de la crise économique : une certaine désaffection pour la démocratie libérale favorise les premiers succès du rexisme. Lors des élections de 1936, Rex obtient 8,6 % des suffrages à Charleroi et un siège de député pour Prosper Teughels. Si son audience décroît peu après, le parti rexiste n'hésite bientôt plus à dénoncer un « péril juif ».

### Vie religieuse
Un nouveau culte fait donc aussi son apparition à Charleroi. Un premier conseil d'administration de la communauté israélite de Charleroi voit le jour au début de l'année 1925 et entreprend des démarches afin d'obtenir la reconnaissance officielle du culte israélite à Charleroi. Malgré une série de difficultés qui dénotent une méfiance à l'égard de cette communauté exclusivement composée d'étrangers, un Arrêté royal établissant la reconnaissance officielle de la communauté israélite de Charleroi et le subventionnement de son ministre-officiant fait l'objet d'une publication officielle au Moniteur belge no 160 du 8 juin 1928. Venu de Lituanie, le rabbin Gershon Sungolowsky officie jusqu'en 1940 dans la synagogue installée au boulevard Solvay. Alors que la présence juive à Charleroi dépasse le millier de personnes en 1930, le nombre de pratiquants demeure faible : un rapport du Commissaire de police de Charleroi estime que 116 familles composées de 395 personnes et 141 célibataires des deux sexes peuvent être considérées de confession israélite mais que leur fréquentation de la synagogue reste irrégulière.
La vie communautaire qui s'organise autour de la synagogue ne sert toutefois de point de ralliement qu'à une petite partie des Juifs de Charleroi. Cette pratique religieuse minoritaire au sein de la jeune communauté s'explique par l'importance d'une contre-culture très répandue parmi cette population majoritairement composée de jeunes adultes. La majorité d'entre eux fréquente plutôt de nouvelles organisations de solidarité et de loisirs, dont les ancrages politiques remontent à leurs pays d'origine en Europe centrale et orientale. Une véritable foi dans le sionisme ou le communisme gagne du terrain. Elle s'inspire de la révolution bolchevique et de la Déclaration Balfour qui ont enflammé la jeunesse juive en 1917. En ce sens, la vie quotidienne juive de Charleroi s'articule aussi autour de « synagogues de substitution ».

### Vie culturelle et  politique
En effet, une vie culturelle, militante ou sportive s'avère très présente. Elle présente une forme d'encadrement moral et politique qui correspond par ailleurs à une mentalité de ghetto particulièrement représentative des émigrés juifs polonais nés avec le XXe siècle. Les « synagogues de substitution » constituent des associations de loisirs. Elles bénéficient d'un succès grandissant car une population jeune et initialement composée d'un grand nombre d'isolés doit souvent  se contenter de logements réduits voire de simples mansardes. On y organise des cycles de conférence, des soirées thématiques ou  musicales. Chaque association sert aussi de foyer aux jeunes immigrés juifs, d'endroit de rencontre et de lieu d'entraide.

#### Les communistes
Pour s'engager dans la promotion du  modèle soviétique, les communistes juifs en Belgique se focalisent sur une terre et un symbole : le Birobidjan. C'est sous l'appellation familière de  Gezerd  que des comités de soutien au Birobijan apparaissent en Belgique et à Charleroi à partir de 1932. Ceci étant, dans les faits, l'émigration « encouragée » ne recueille qu'un succès mitigé. En 1932, sur un total de 784 pionniers en provenance de l'extérieur de l'URSS, on dénombre 61 départs de Belgique, sans pouvoir d'ailleurs établir la moindre provenance de Charleroi.
La dissolution du Gezerd de Charleroi est décidée un an après sa création. Il est remplacé deux ans plus tard par une nouvelle organisation : le Prokor. Les communistes étrangers en Belgique font entre-temps l'objet d'une sévère répression après la grève générale de 1932. À Charleroi comme dans toute la Belgique à cette époque, les Juifs communistes étrangers sont activement surveillés. L'un d'eux, le militant de Charleroi Sem Makowski rapporte par exemple que si on trouvait « le Drapeau rouge » (Organe de presse du Parti communiste de Belgique) sur un étranger, il était expulsé. Le Prokor (alias pour la culture) déclare un objectif social à l'apparence inoffensive : culture, défense sociale, sports. Il n'y a en principe pas de quoi alerter les forces de l'ordre. Derrière ce paravent, le Prokor poursuit trois objectifs : le Birobidjan terre d'élection juive, la lutte contre le fascisme, combattre le sionisme. Puis la lutte contre le fascisme achèvera de devenir la préoccupation dominante lorsqu'éclate la guerre d'Espagne. On s'inspire également de l'initiative anversoise du JASK (Joodse Arbeidersportklub) pour mettre sur pied en octobre 1936 un Demokratishe Yddishe Sport's Klub ou DYSK  . Certes, l'objectif politique demeure une priorité. Ceci étant, à entendre les participants de l'époque pour qui le DYSK constitue un trait marquant des années de jeunesse, le sport et les loisirs marquent le pas sur la propagande. Le YASK et le DYSK participeront d'ailleurs à des compétitions nationales et internationales organisées sous l'égide d'une Fédération sportive ouvrière. En 1938, plus d'une centaine de jeunes participent aux activités de cette organisation de jeunesse.
En dépit de cet activisme intense, le communisme juif de Charleroi réunit moins d'adeptes que les formations sionistes.

#### Les sionistes
Si le mouvement sioniste recouvre en Belgique pratiquement tout l'éventail politique importé du yiddishland, son implantation à Charleroi est plus singulière. À droite, l'aile révisionniste incarnée par le  Betar et les disciples de Jabotinsky reste assez réduite. Elle n'en repose pas moins sur un petit noyau de militants actifs et peut compter sur quelques sympathisants. À droite encore, on observe un sionisme plus modéré d'inspiration libérale dit «bourgeois». Il a pris l'appellation des Sionistes généraux. En dehors de la droite, le mouvement ouvrier sioniste se répartit en principe entre réformistes et révolutionnaires. Derrière ce clivage se cache en réalité une grande hétérogénéité en raison de facteurs internationaux, nationaux et locaux. En effet, les formations politiques sionistes évoluent sous l'effet conjugué des rapports entre leurs partis au plan de leurs instances internationales, de la proximité ou non avec des formations politiques belges, et, localement, comme c'est notamment le cas à Charleroi, sous l'effet de rapprochements politiques totalement étrangers à l'orientation idéologique.
Le courant dominant dans le paysage idéologique juif de Charleroi durant l'entre-deux-guerres épouse une  tendance réformatrice articulée autour du parti de tendance social-démocrate Poale Zion. Autre formation politique également présente à Charleroi, le Tseïre Tsion partage la thèse social-démocrate du Poale Tsion et se situe également à la gauche du sionisme dit « bourgeois ». Sa particularité consiste en une action plus marquée de la popularisation du sionisme dans les masses et, surtout, en la résolution d'organiser sans délai une émigration en Palestine. Le mouvement de jeunesse Dror (Liberté) compte aussi une section à Charleroi. Le Dror de Charleroi poursuivra ses activités jusqu'à la déportation de 1942 après avoir pris contact avec la résistance. Quant au sionisme religieux, sa présence à Charleroi avec le parti Mizrahi reste symbolique.
À l'examen des résultats d'élections organisées en vue de répartir les mandats pour la représentation belge lors des séances bisannuelles de l'Organisation sioniste mondiale, le Poale Zion domine largement le paysage politique sioniste de Charleroi (85 %). Ceci étant, l'influence de cette dominante sioniste social-démocrate ne transforme pas la communauté de Charleroi en lieu de rassemblement avant le départ pour la Palestine. Globalement, du reste, la majorité des sionistes ne considéraient pas la Belgique comme une zone de transit sur la route de l'émigration en Palestine. L'intégration demeure l'objectif prioritaire.

#### Mise en œuvre des aspirations politiques
Mettre en pratique ces nouvelles orientations politiques supposerait de prendre la route de la Palestine ou du Birobijan. Or, la plupart des Juifs préfèrent rêver de ces terres lointaines et idéologiquement paradisiaques… en restant à Charleroi

## 1940-1944: la Shoah à Charleroi

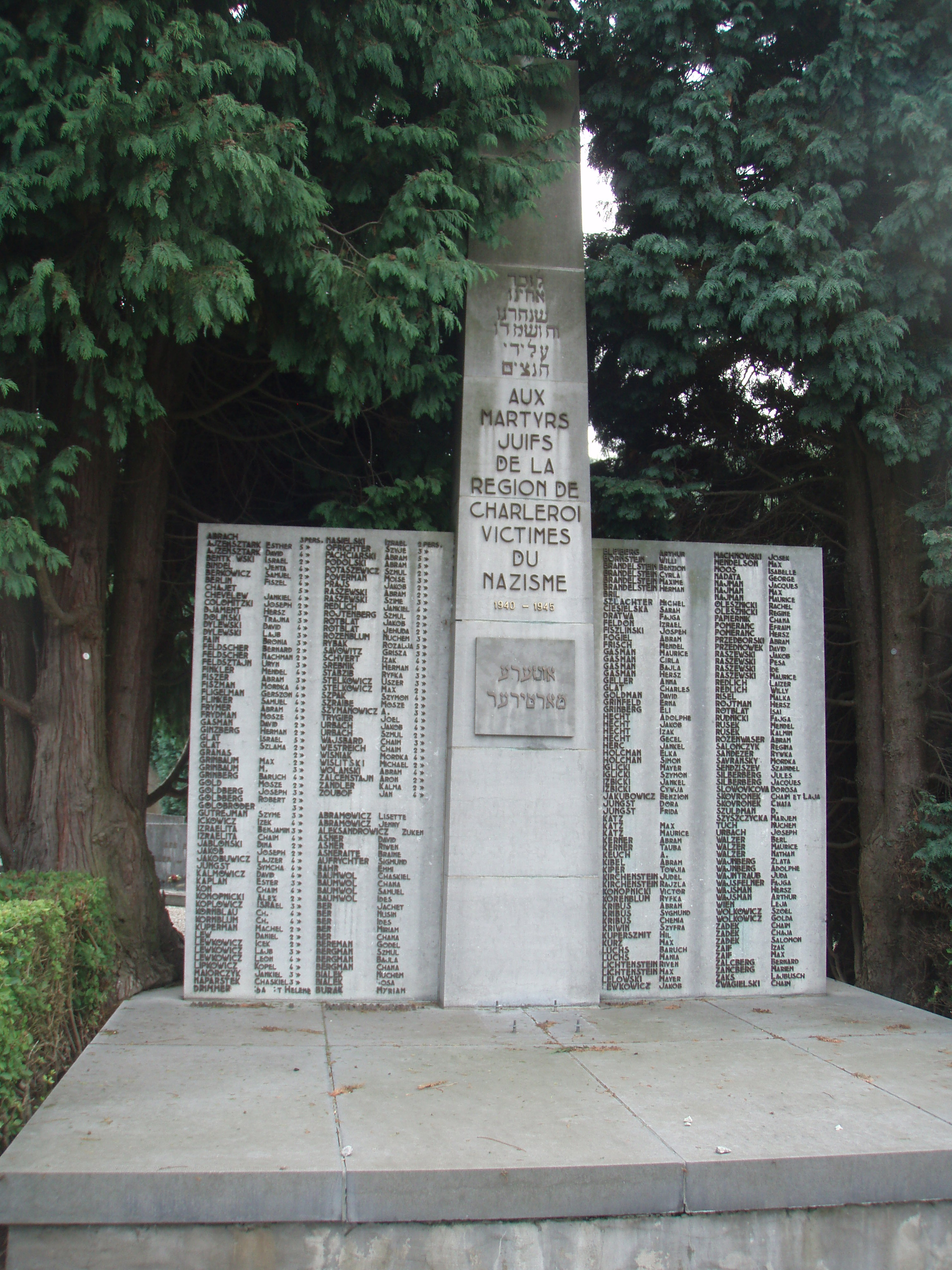
Monument aux victimes de la Shoah de la région de Charleroi (cimetière juif de Marcinelle).

### Charleroi au rythme des ordonnances antijuives
L'occupant édicte rapidement de premières ordonnances anti-juives. Jusqu'en 1942 et jusqu'à leur aboutissement avec la déportation, ces mesures successives identifient, stigmatisent, isolent et privent les Juifs de leur gagne-pain.
Une ordonnance exige de recenser les Juifs présents en Belgique. Dès décembre 1940, 972 adultes figurent dans un registre des Juifs conservé dans les administrations communales du Pays de Charleroi. Réduits depuis la mi-1942 à l'état de parias corvéables à merci, certains Juifs de Charleroi sont désormais visés par une obligation de travail obligatoire qui confine à l'esclavage. L'Office du travail de Charleroi aux mains des rexistes en expédie deux cents le 31 juillet 1942 dans les camps de travail forcé du Mur de l'Atlantique,  ,.
En novembre 1941, l'administration militaire d'occupation publie une ordonnance portant création d'une Association des Juifs en Belgique (AJB) officiellement chargée d'assurer les conditions matérielles de la vie juive. L'AJB remplace toutes les structures officielles ou associatives d'avant la guerre. En la maîtrisant totalement, les Allemands tiennent définitivement les Juifs à leur merci. Sans véritable marge de manœuvre, les responsables juifs de l'AJB seront instrumentalisés pour enfermer les Juifs en Belgique dans un ghetto moral. Un comité local de l'AJB est institué à Charleroi comme dans les trois autres villes belges imposées aux Juifs. Pour assurer sa mise sur pied, le grand rabbin de Belgique Salomon Ullman convainc le négociant de Charleroi Jules Mehlwurn d'en exercer la présidence.
Mehlwurm se met alors à la recherche d'un adjoint efficace. Il sollicite Max Katz, un jeune célibataire formé à l'Université du Travail. Mehlwurm ignore naturellement que Katz a fondé dès 1940, avec ses camarades communistes Pierre Broder et Sem Makowski, une structure résistante : la Solidarité juive. Rompus aux techniques clandestines, épaulés par des militants actifs dans des structures d'avant-guerre, le trio s'adossera bientôt au Front de l'Indépendance et entrera dans le réseau clandestin du Comité de défense des Juifs (CDJ). En acceptant d'aider Jules Mehlwurm, Max Katz fait en sorte que la résistance juive de Charleroi infiltre l'organisation précisément chargée d'exécuter la politique anti-juive de l'occupant. L'ordonnance du 27 mai 1942 qui impose le port de l'étoile en public donne en réalité le coup d'envoi des déportations. À Charleroi, l'administration communale est tombée aux mains des rexistes à travers la création d'un Gröss Charleroi qui regroupe toutes les communes du bassin. Elle sera la seule administration communale avec Anvers à assurer elle-même la distribution des étoiles.

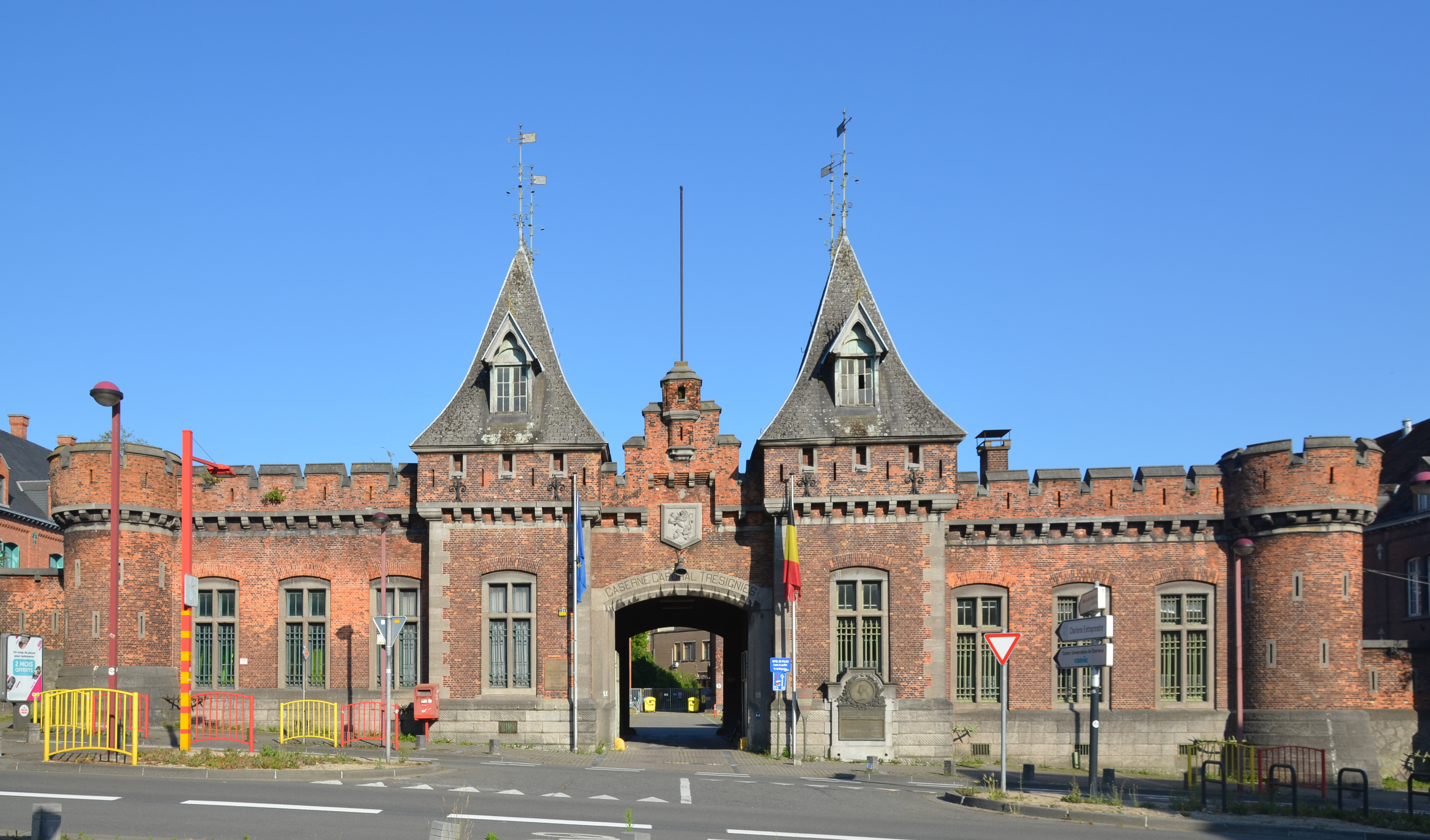
Caserne Trésignies à Charleroi.

Peu après l'obligation du port de l'étoile, un Arbeitseinsatzbefehl (ordre de travail) commence à circuler à la fin juillet 1942. Il exige des Juifs qu'ils se rendent à la caserne Dossin à Malines. Il est question d'aller travailler à l'Est pour une durée indéterminée. Le Reichsführer-SS Heinrich Himmler vient en effet d’ordonner le transfert d'un grand nombre de Juifs de l’Ouest vers Auschwitz. En son nom, Adolf Eichmann reçoit le 11 juin à Berlin les officiers SS chargés des affaires juives à Paris, Bruxelles et La Haye. Ils programment ensemble le départ de convois quotidiens de mille Juifs vers la Pologne pour fin juillet ou début août.
Dès le 15 juillet, l’AJB  est chargée de convoquer les futurs déportés par l'intermédiaire de ses comités locaux. À Charleroi, chaque convoqué est tenu de se présenter à la caserne Trézignies avant d’être convoyé à Malines. Certains précipiteront involontairement leur malheur en s'y rendant de leur propre initiative, voire en famille.

### Début des déportations
Les trois premiers convois quittant Malines transportent principalement des Juifs piégés par cette convocation. Ils sont 2 298 sur un total de 45 000 membres de l'AJB. On dénombre parmi eux 224 déportés figurant parmi les 1 112 membres de l'AJB de Charleroi, soit une proportion de 9,7 % (224/2 298) comparativement à un poids de 2,5 % 1 112 membres de l'AJB inscrits à Charleroi.
Cette surreprésentation s'explique par des convocations visant prioritairement des Juifs étrangers – une écrasante majorité à Charleroi. Mais elle révèle aussi l'impact particulier des mesures de spoliation économiques pour des métiers exposés au public (colportage et marchés) et dont la nature se prête mal à une reconversion clandestine. On peut enfin y voir une illustration tragique supplémentaire de l'interprétation d'une mise en œuvre de la Shoah en Belgique favorisée par la xénophobie.

### Début des rafles
Constatant rapidement que les Juifs tentent de se soustraire aux convocations, les Allemands entament des rafles massives. À Charleroi, Max Katz, qui accompagne son président Mehlwurm aux réunions des instances nationales de l'AJB à Bruxelles, a vent des premières rafles d'Anvers et de Bruxelles. Ils prévient ses camarades résistants que le tour de Charleroi s'annonce. On décide d'intensifier la recherche de planques.
De fait, le 22 septembre 1942 à 19 h 00, Jules Mehlwurm est subitement convoqué au siège de la Gestapo de Charleroi au boulevard Audent. Le Judenreferent et adjudant SS Heinrich Knappkötter lui intime l'ordre de revenir dès le lendemain à 9 h 00 avec la liste et l'adresse de tous les Juifs de la ville. Désemparé, Mehlwurm appelle Katz qui le rejoint à son domicile en compagnie de Broder et de Makowski. Le secrétaire de l'AJB se dévoile en présentant ses camarades de la résistance. Rapidement, les quatre hommes conviennent que Mehlwurm remettra la liste demandée. Ils passent le reste de la nuit à confectionner une fausse liste destinée à éloigner les Allemands (adresses de Juifs déjà déportés et fausses adresses). Le lendemain, Knappkotter reçoit la (fausse) liste. Il laisse filer Mehlwurm qui part se cacher dans une planque prévue par les résistants. L'AJB de Charleroi vient de se saborder.
Alors que les Allemands rassemblent des camions et des pelotons de Feldgendarmes, les résistants entament une course contre la montre. Ils se précipitent à vélo pour donner l'alerte. Chacun doit quitter son domicile sans attendre et reçoit une adresse où se cacher. Au début de l'après-midi, les Allemands font mouvement et, très vite, découvrent qu'ils ont été bernés. Furieux, ils foncent vers les rues du quartier juif et mettent la main sur quelques imprudents. Mais tous ceux qui ont suivi les conseils des résistants sont – pour l'instant – hors de danger. La résistance juive de Charleroi vient de remporter un succès aussi inespéré qu'inédit. Toutefois, comme le revèle l'examen de la liste du premier transport parti de Malines après la rafle, 27 hésitants ou malheureux que les résistants n'ont pas pu prévenir sont tombés dans les griffes allemandes ce jour-là.

### Vie clandestine
Plongés brutalement dans la vie clandestine, les rescapés comprennent qu'ils ont perdu la maîtrise de leur destin. Ils ne sont pas à l'abri pour autant. Des imprudences ou des dénonciations permettront à la Gestapo de poursuivre les déportations.
En enrayant la grande rafle de Charleroi, Katz, Broder et Makowski tiennent entre leurs mains le sort de centaines de personnes désemparées. Afin de secourir des Juifs éparpillés selon les endroits d'accueil disponibles, le CDJ de Charleroi divise sa couverture du territoire en plusieurs secteurs géographiques. Le trio dirigeant constitue une équipe de courrières pour assurer la liaison avec ses protégés. Il est également passé maître dans la confection de faux papiers d'identité ou de fausses cartes de ravitaillement.

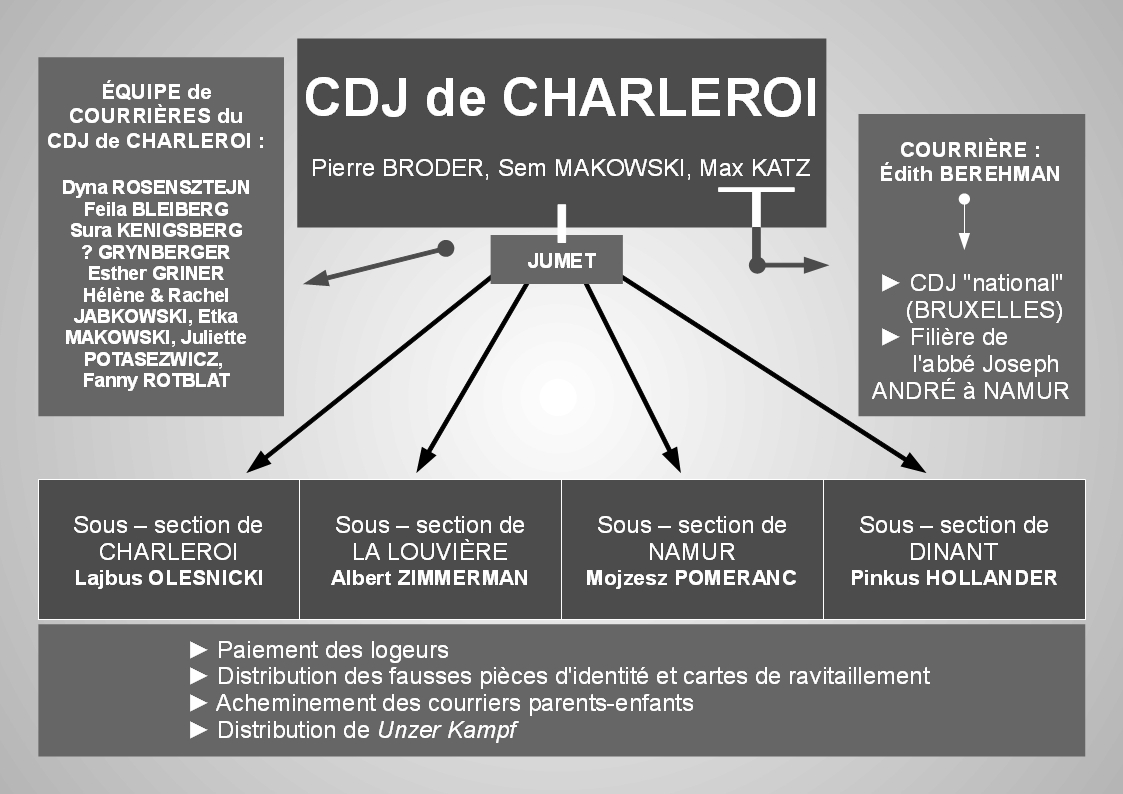
Organisation Du Comité de Défense des Juifs de Charleroi

À partir de février 1943, le CDJ de Charleroi se lance dans l'édition quasi mensuelle d'un journal clandestin édité en yiddish, Unzer Kampf (Notre Combat). Sa diffusion dans les caches des Juifs de Charleroi vise à apporter quelques informations, à rappeler les consignes de prudence et à contribuer à maintenir le moral.
Mais en juin 1943, Unzer Kampf dévoile une horreur qui va au-delà de tout ce que les clandestins pouvaient imaginer. Six pages d'interview donnent la parole à deux Juifs anversois évadés de Pologne qui se cachent dans la région namuroise. Sans être des témoins oculaires directs, ceux-ci en savent assez sur le sort des déportés, notamment dans des camps situés à Oschevits (Auschwitz). Avec cette publication, la résistance juive de Charleroi révèle, pour la première fois, à des Juifs en Belgique occupée la finalité des déportations de Malines. C'est par le détail que les lecteurs de Unzer Kampf découvrent les chambres à gaz et la crémation des corps ! Même les plus dubitatifs ne peuvent qu’être ébranlés : les témoins citent nommément le sort de coreligionnaires de Charleroi qu'ils ont aperçus sur place. Les éditeurs du journal nourrissent l'espoir que leur article intitulé « Le désastre polonais » pourra « éveiller notre conscience, allumer en nous le feu du combat, le feu de la vengeance !!! ». Les avis furent partagés sur l’opportunité de publier… Certains militants du CDJ redoutent d'aggraver la dépression morale qui régnait dans les foyers juifs clandestins. Ils invoquent le risque d'effrayer des Juifs résistants (...) « Mais nous avons jugé nécessaire de dire aux Juifs la vérité, si dure fût-elle, pour qu’ils observent et renforcent les règles de sécurité les plus strictes ».

## Après 1945: reconstruction et déclin
Le deuil et le dénuement attendent les rescapés juifs qui sortent de leurs caches en 1944. La Libération ne sera pas toujours, tant s'en faut, synonyme de délivrance.
Une présence juive refait surface à Charleroi après 1945. La communauté relève la tête tant bien que mal et se reforme rapidement. Une génération plus tard, alors que le redressement semble enfin atteint avec une nouvelle synagogue et un nouveau foyer, bon nombre de Juifs vivant à Charleroi ne font plus qu'y exploiter leur commerce, mais émigrent vers Bruxelles. Cette transhumance s'est poursuivie. Désormais, les nouvelles générations de Juifs de Charleroi forment à elles seules une diaspora.
Pourtant, un siècle après l'installation des pionniers, certains descendants préservent toujours l'existence d'une présence juive en bord de Sambre.

Stolpersteine à Charleroi
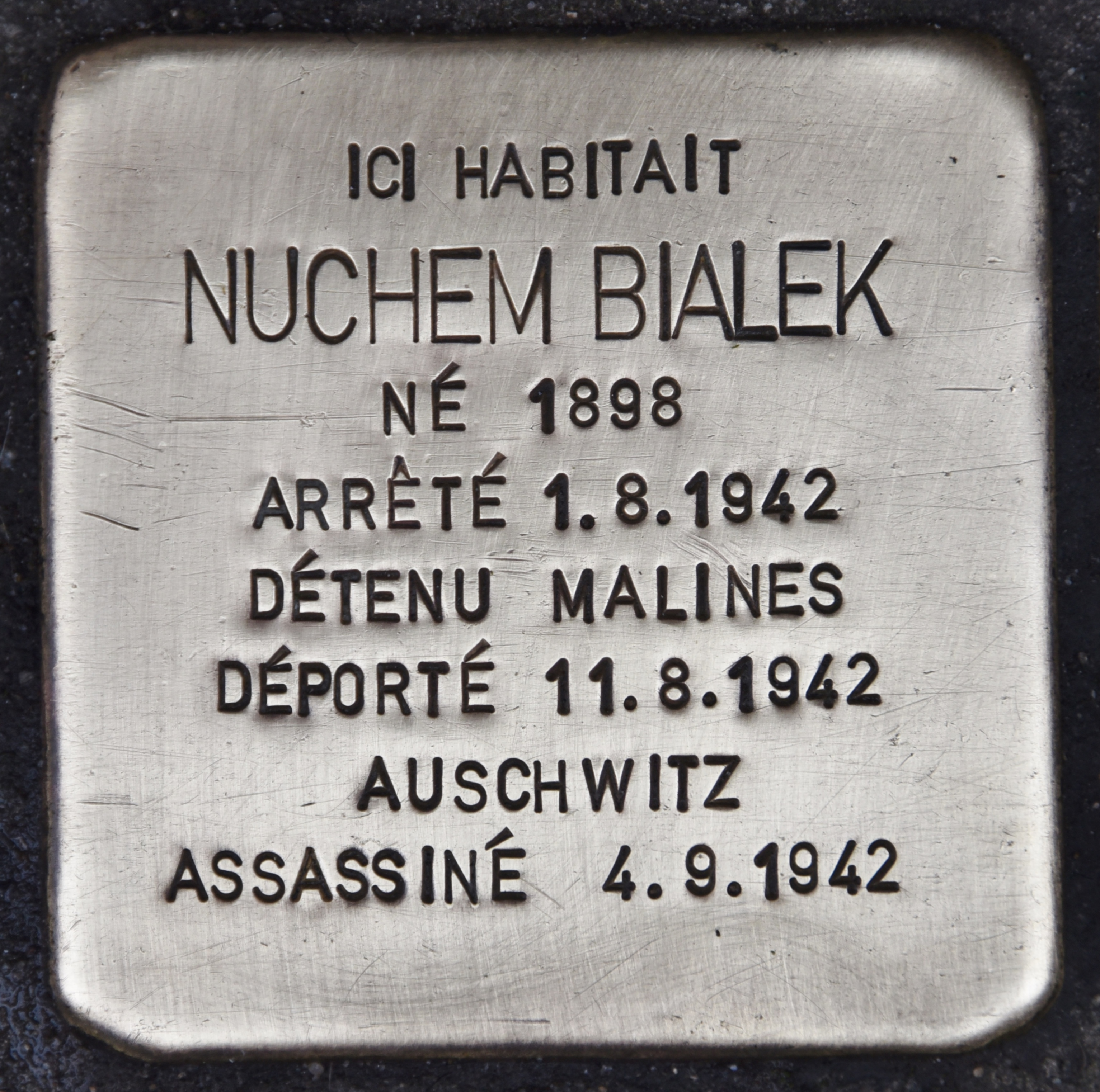
Nuchem Bialek, rue de la Régence, 80 à Charleroi.
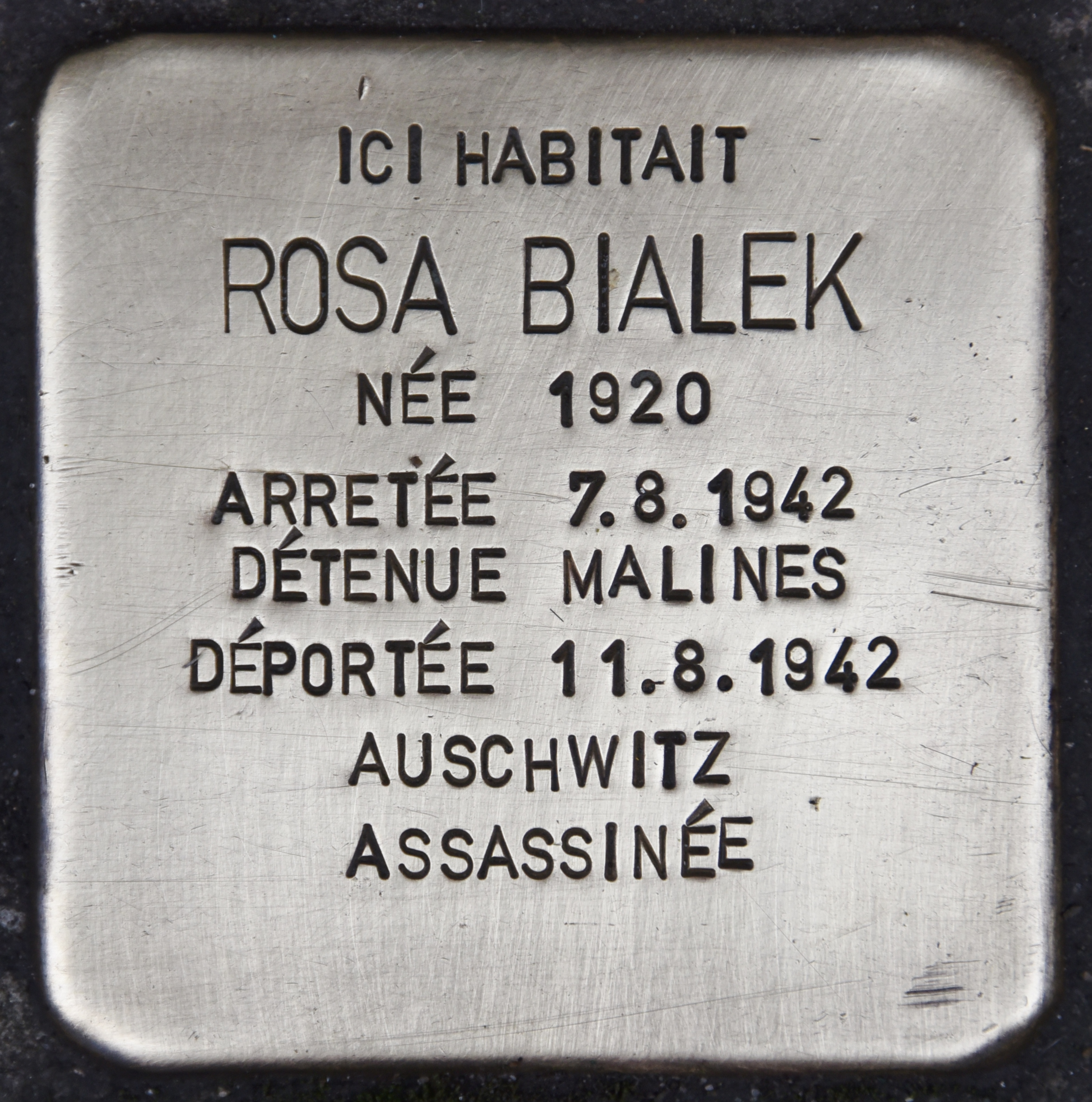
Rosa Bialek, rue de la Régence, 80 à Charleroi.
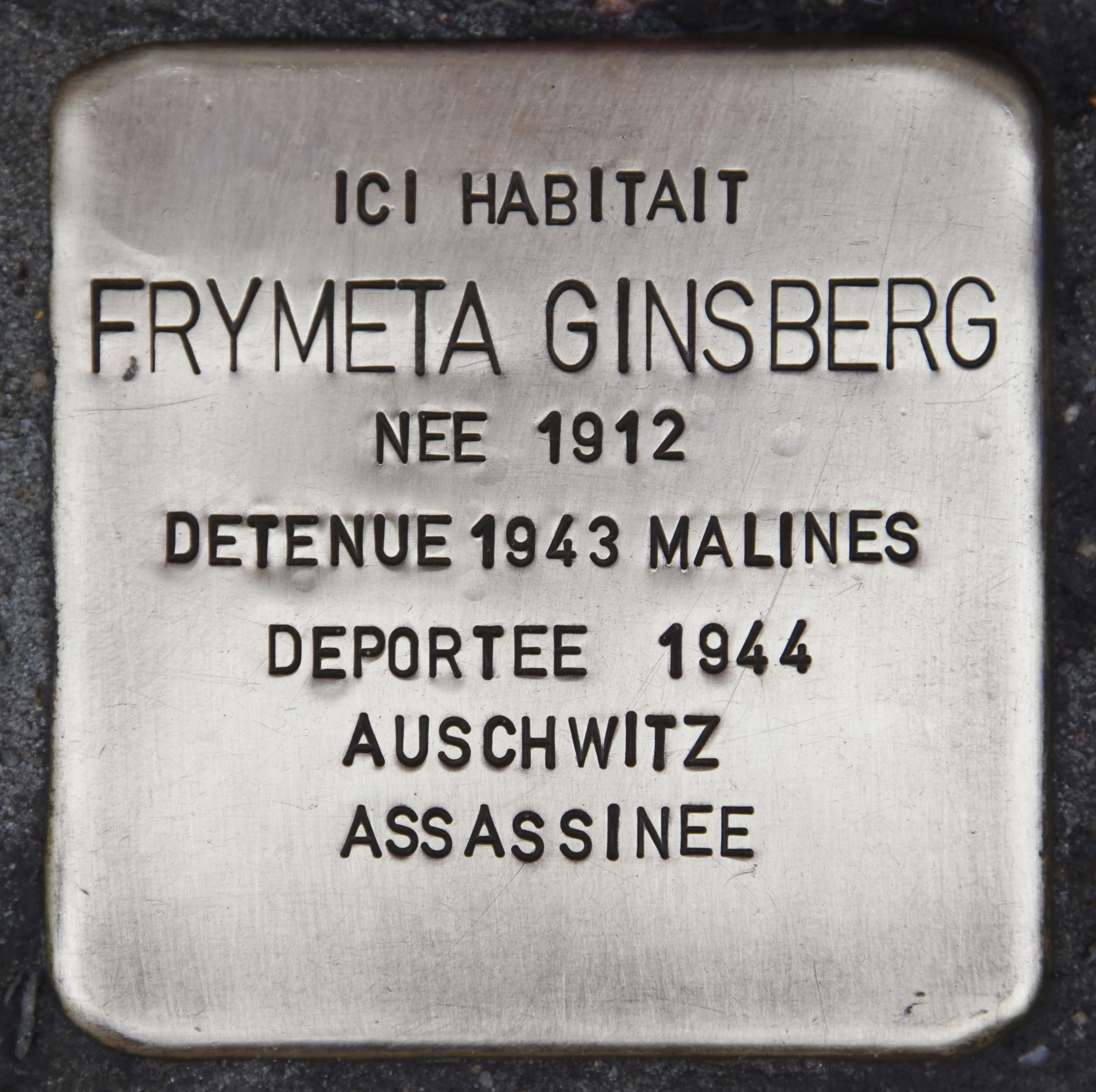
Frymeta Ginsberg, rue de l'Énergie, 64 à Marcinelle.
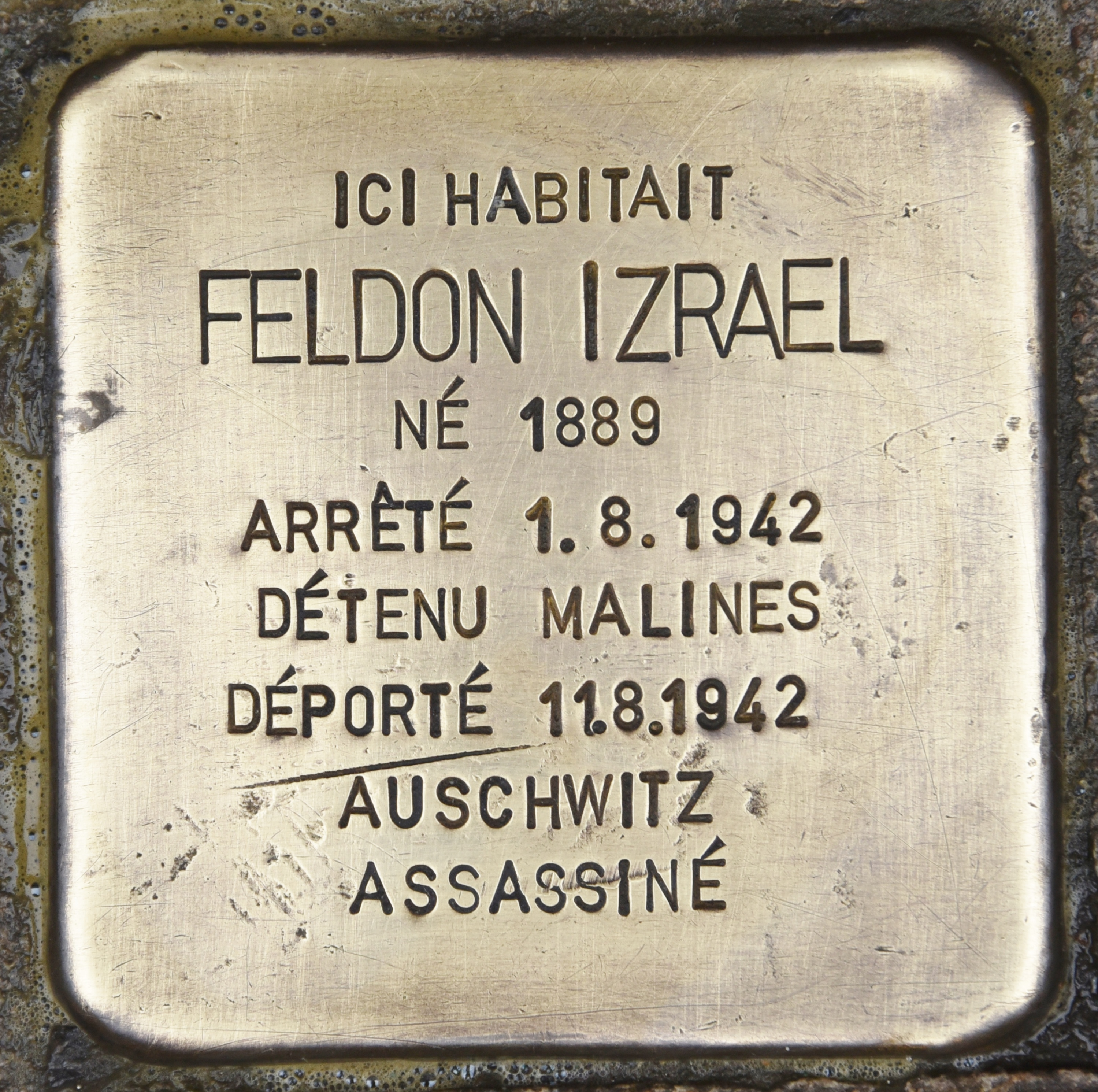
Feldon Izrael, rue Chavannes, 38 à Charleroi.
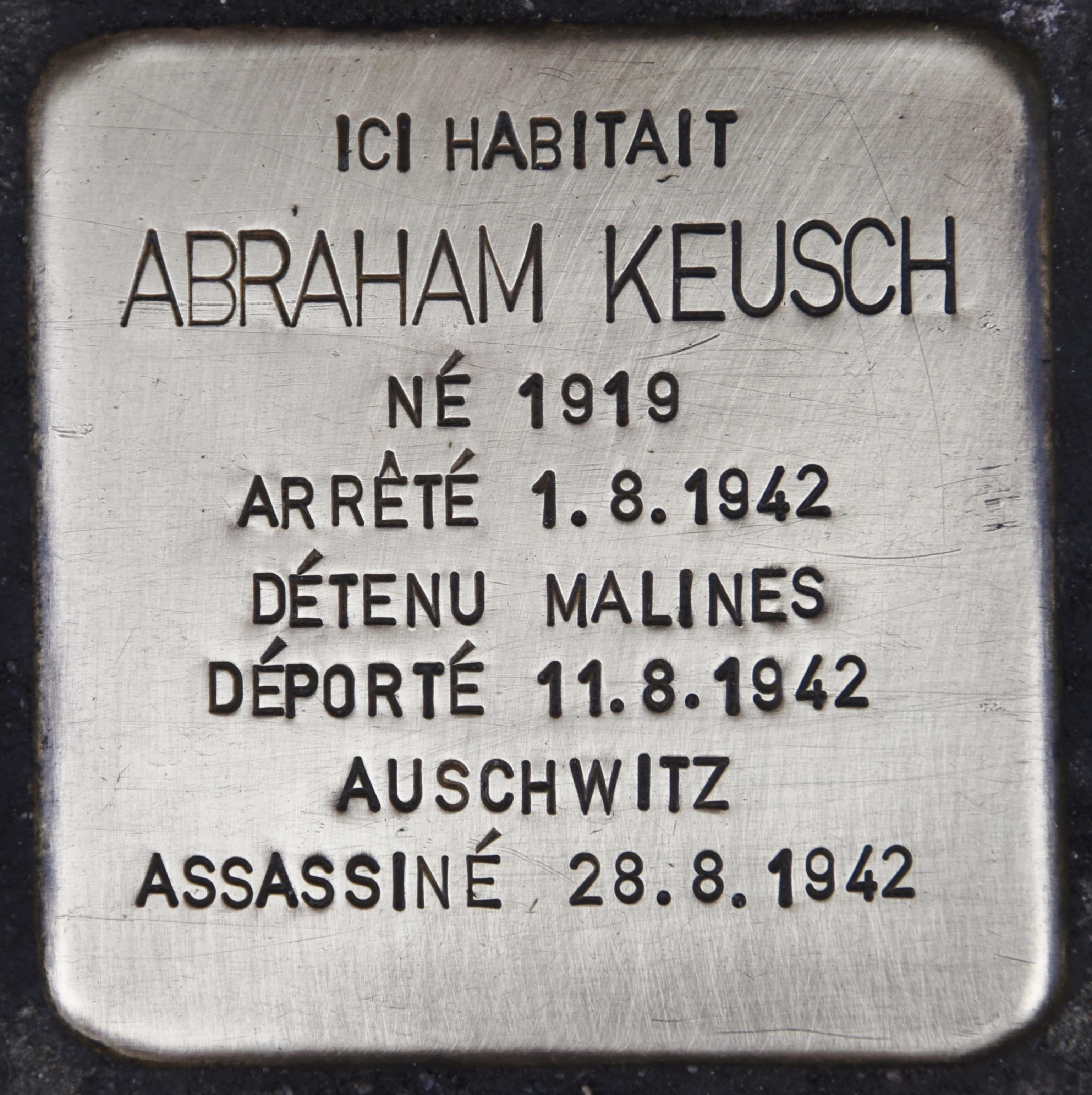
Abraham Keusch, rue de la Régence, 80 à Charleroi.
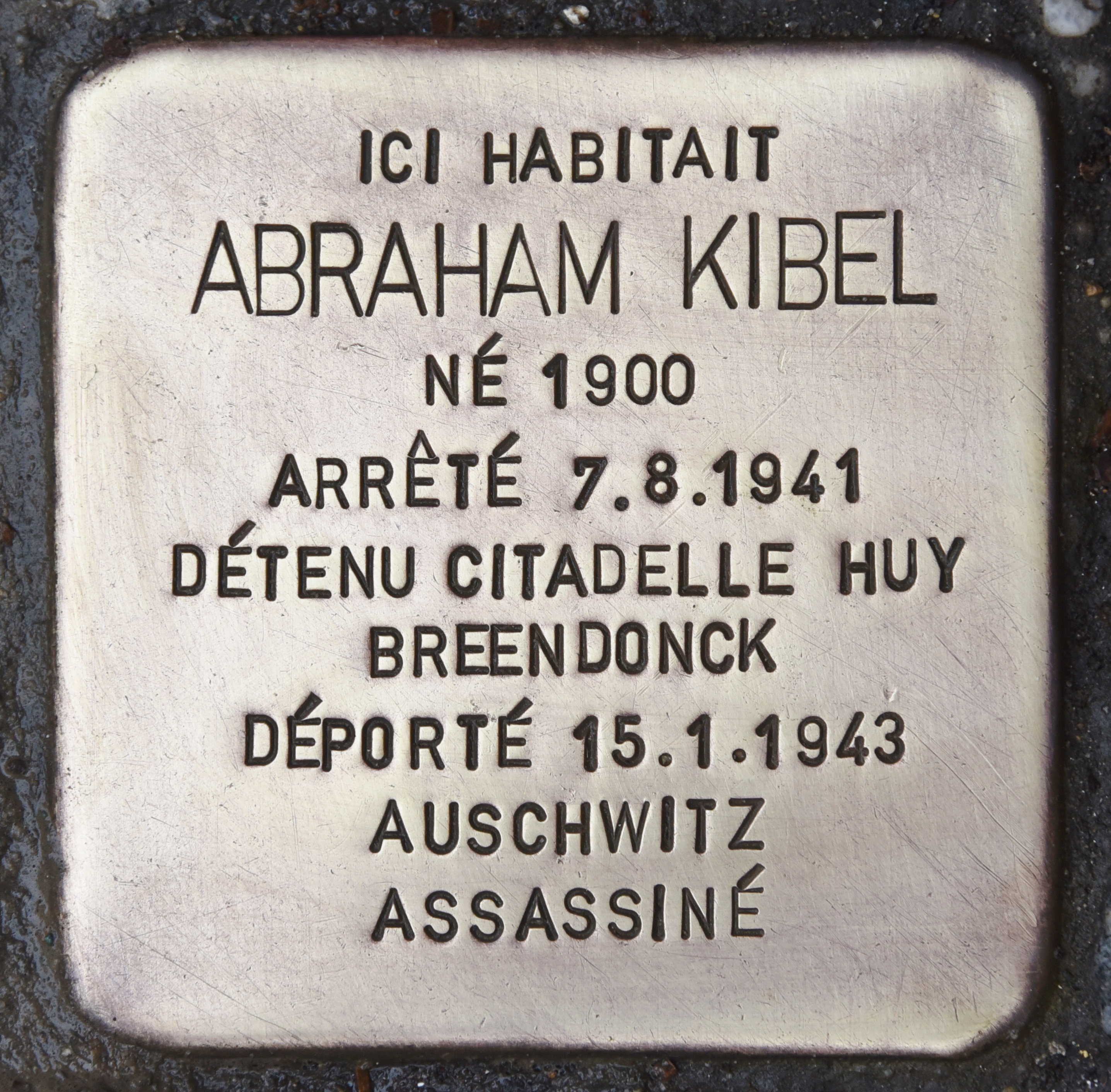
Abraham Kibel, rue Marie Danse, 39 à Charleroi.
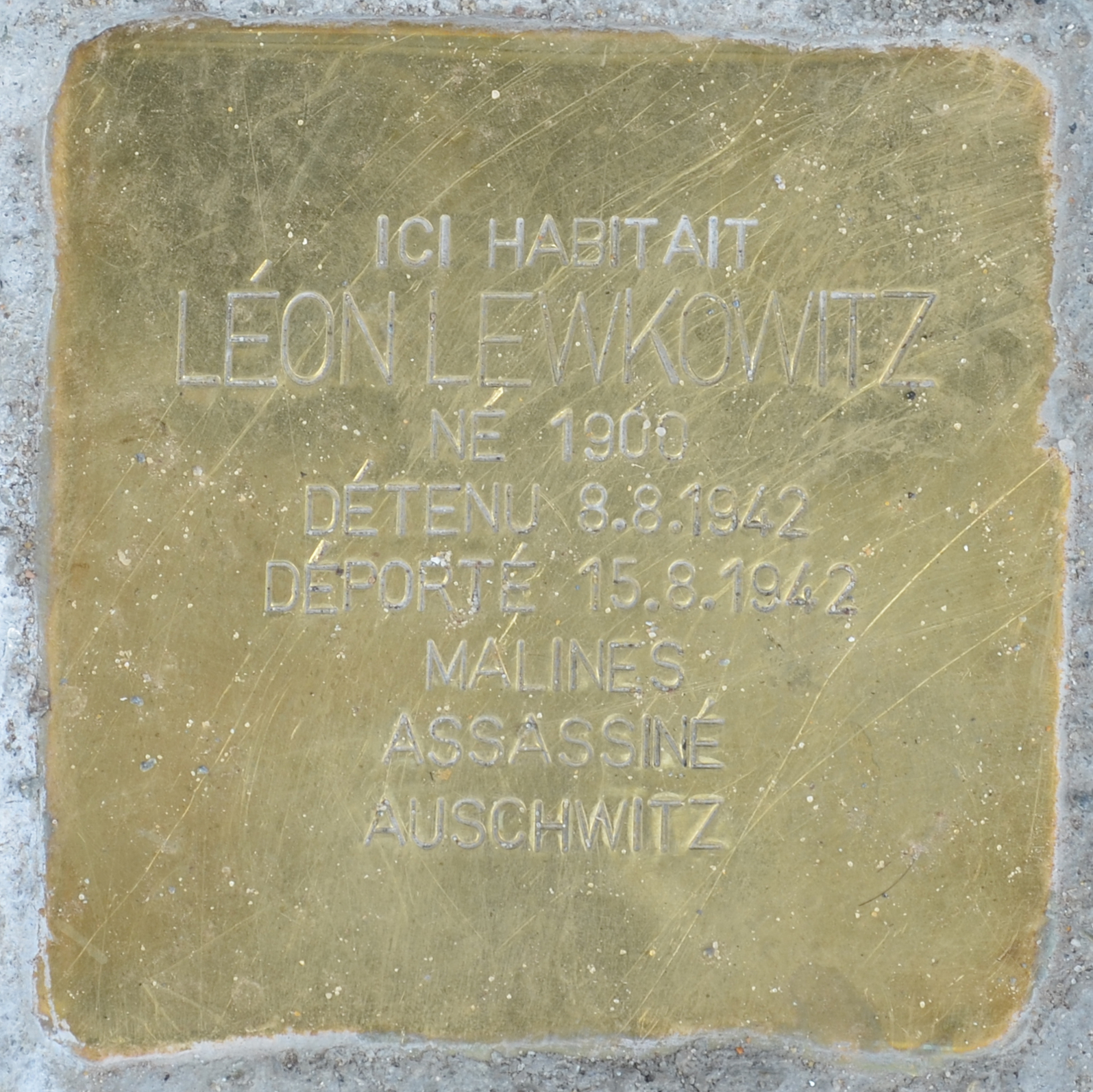
Léon Lewkowitz, boulevard Jacques Bertrand, 35 à Charleroi.
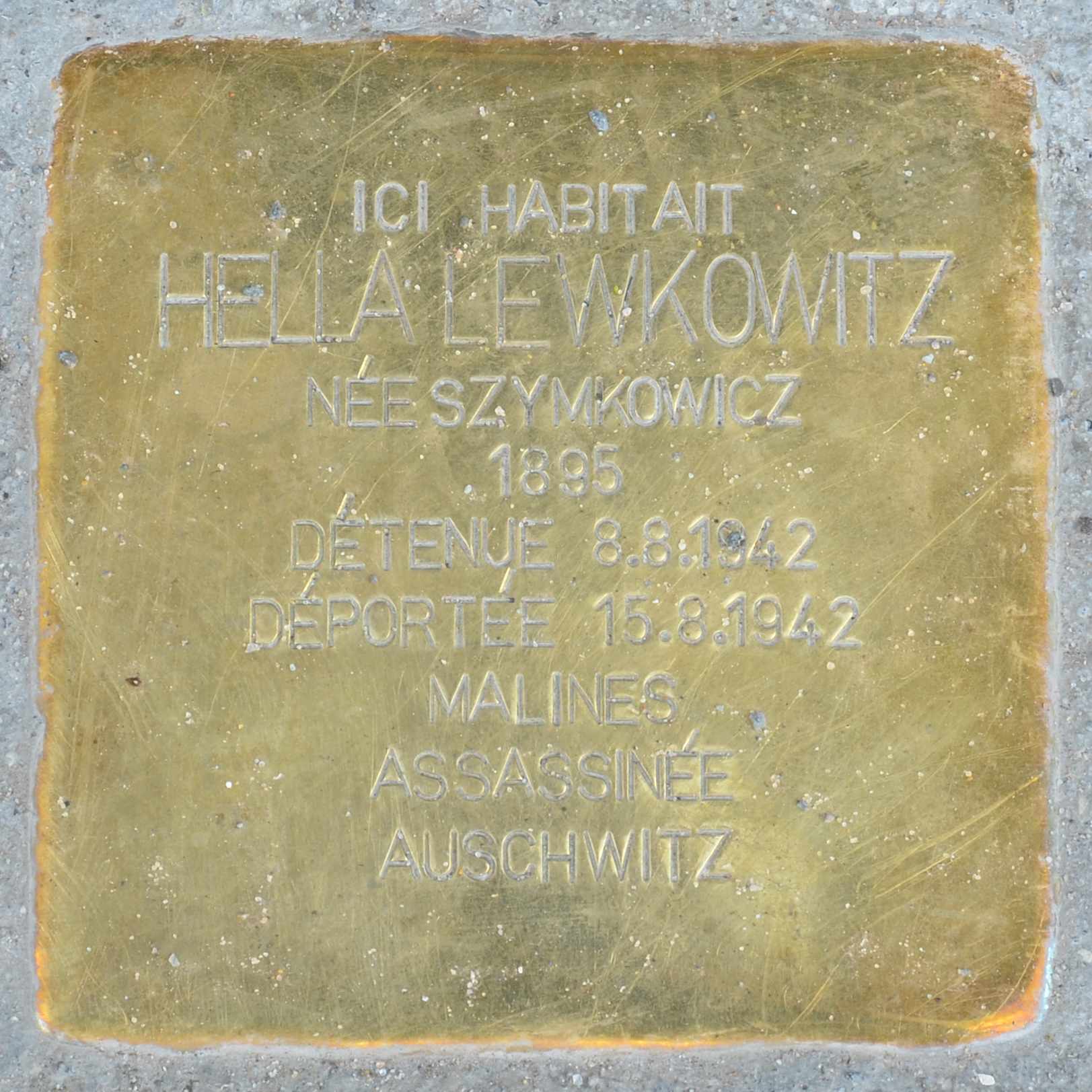
Hella Lewkowitz, née Szymkowicz, boulevard Jacques Bertrand, 35 à Charleroi.
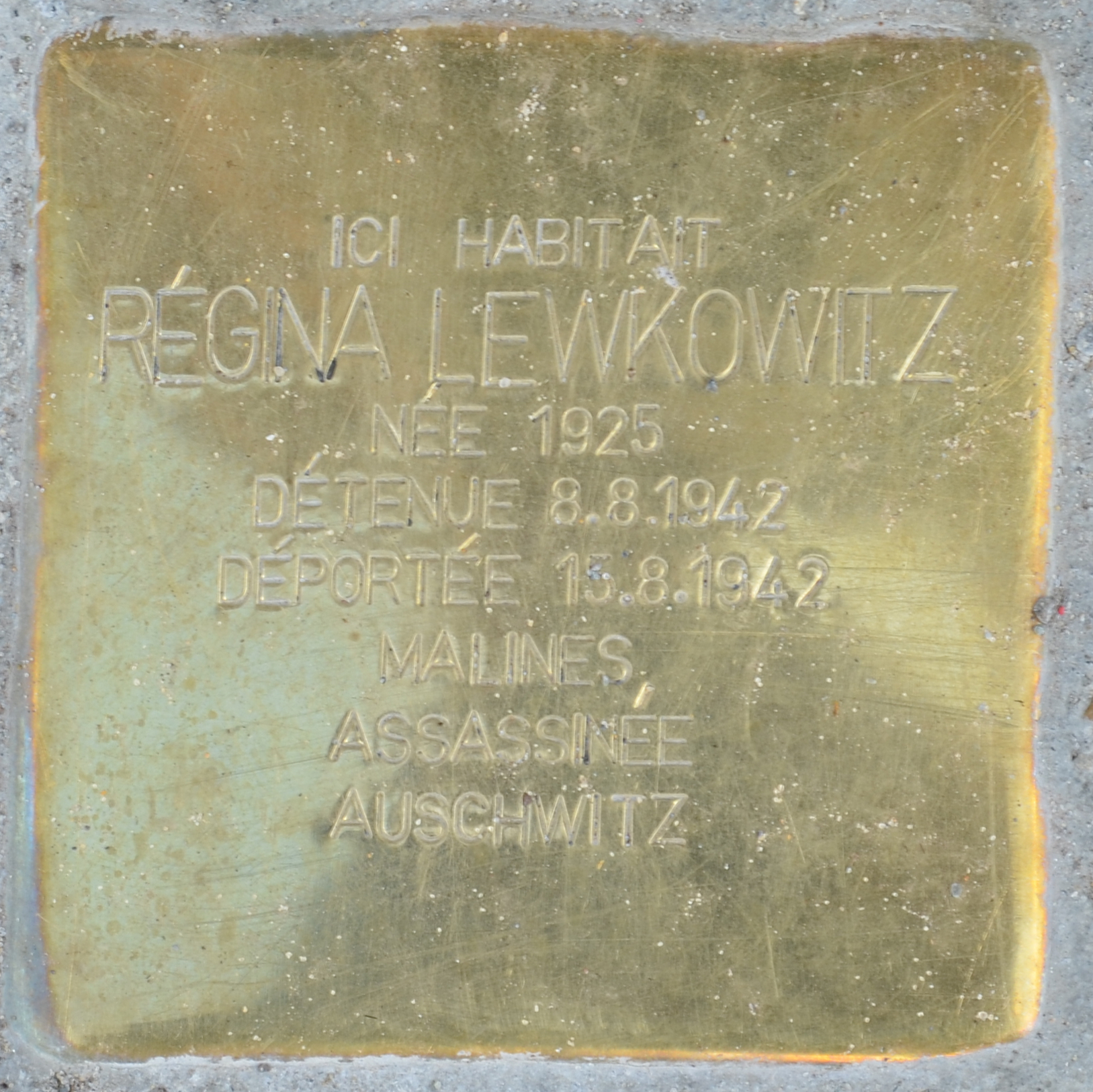
Régina Lewkowitz, boulevard Jacques Bertrand, 35 à Charleroi.
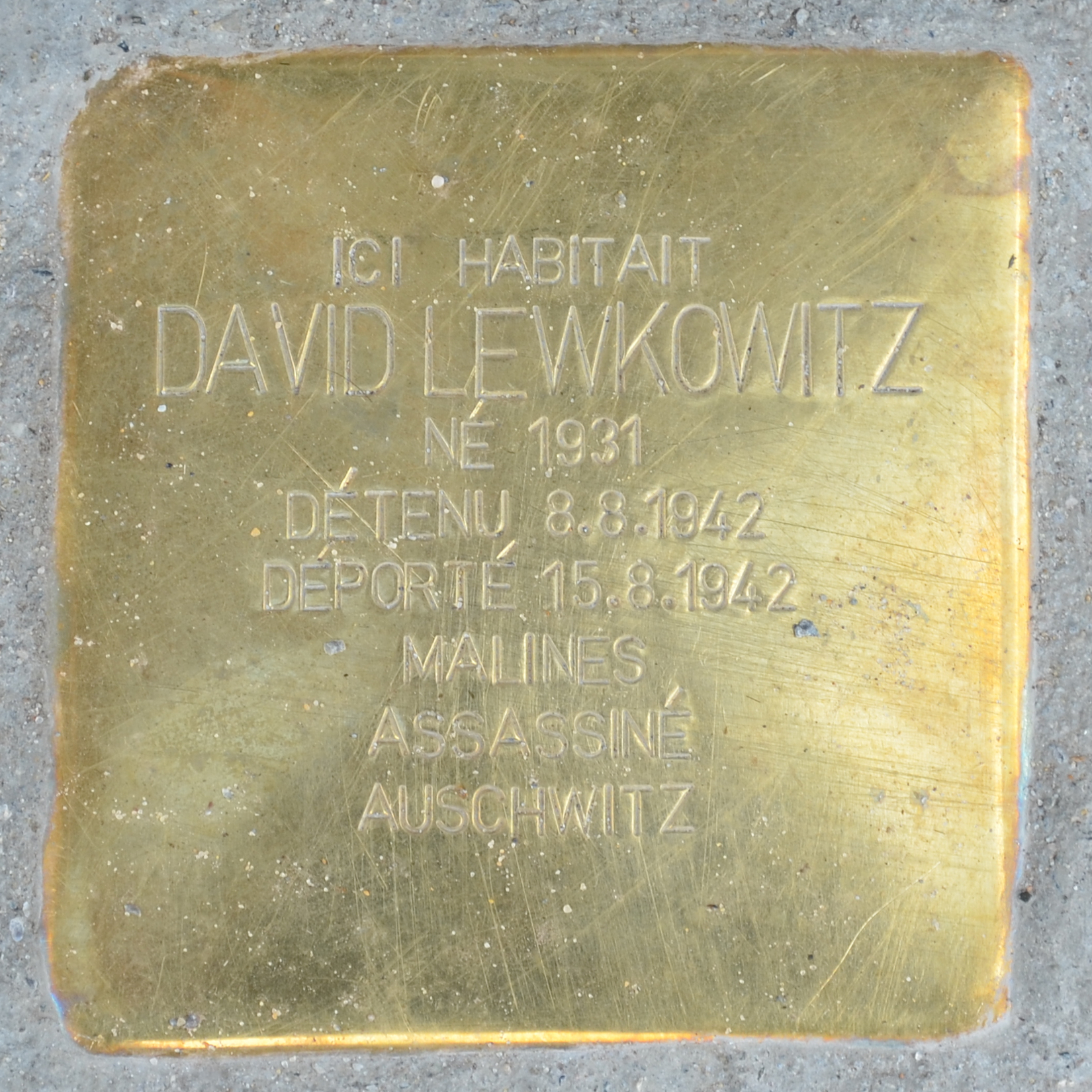
David Lewkowitz, boulevard Jacques Bertrand, 35 à Charleroi.
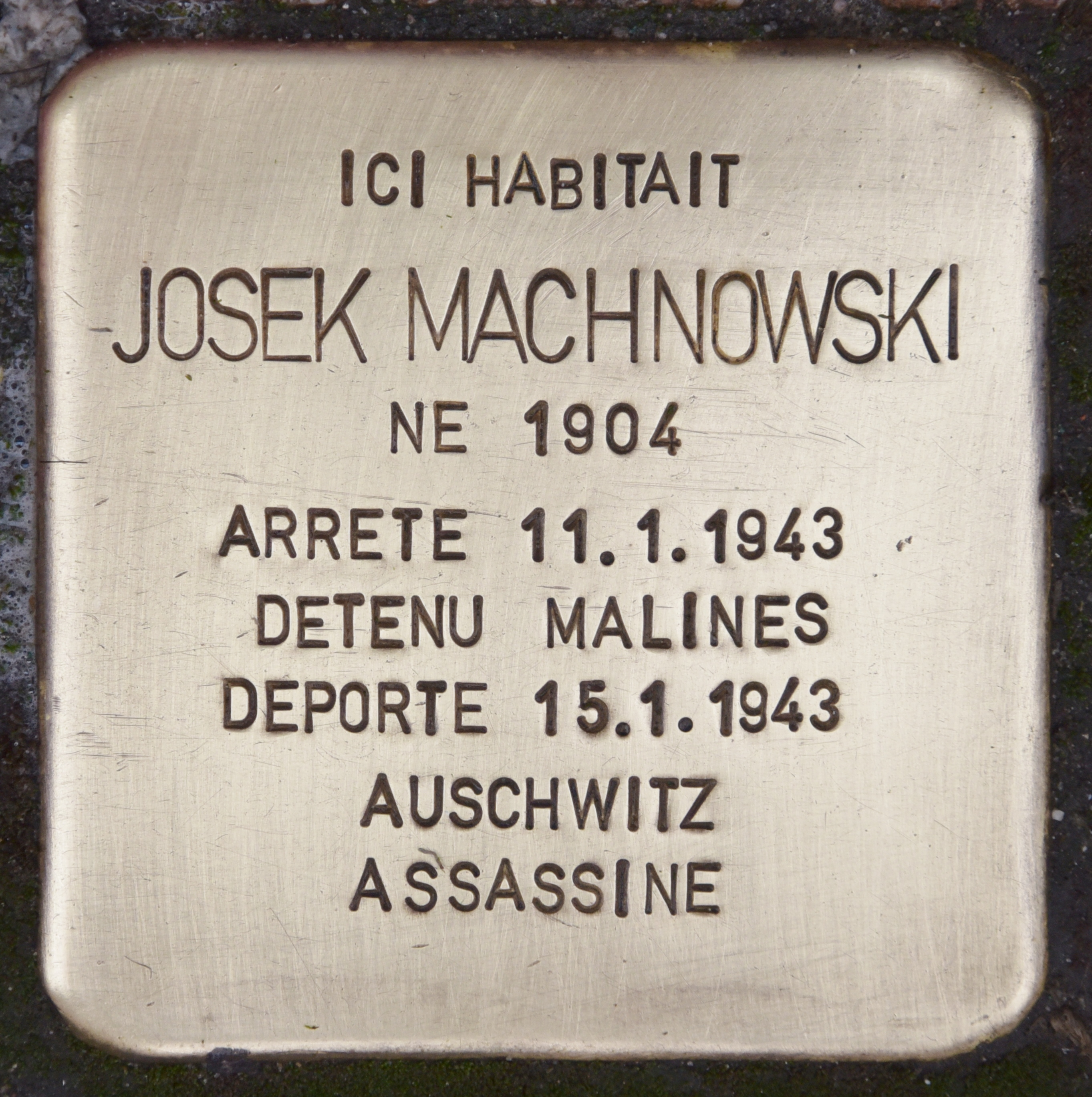
Josek Machnowski, rue de la Régence, 65 à Charleroi.
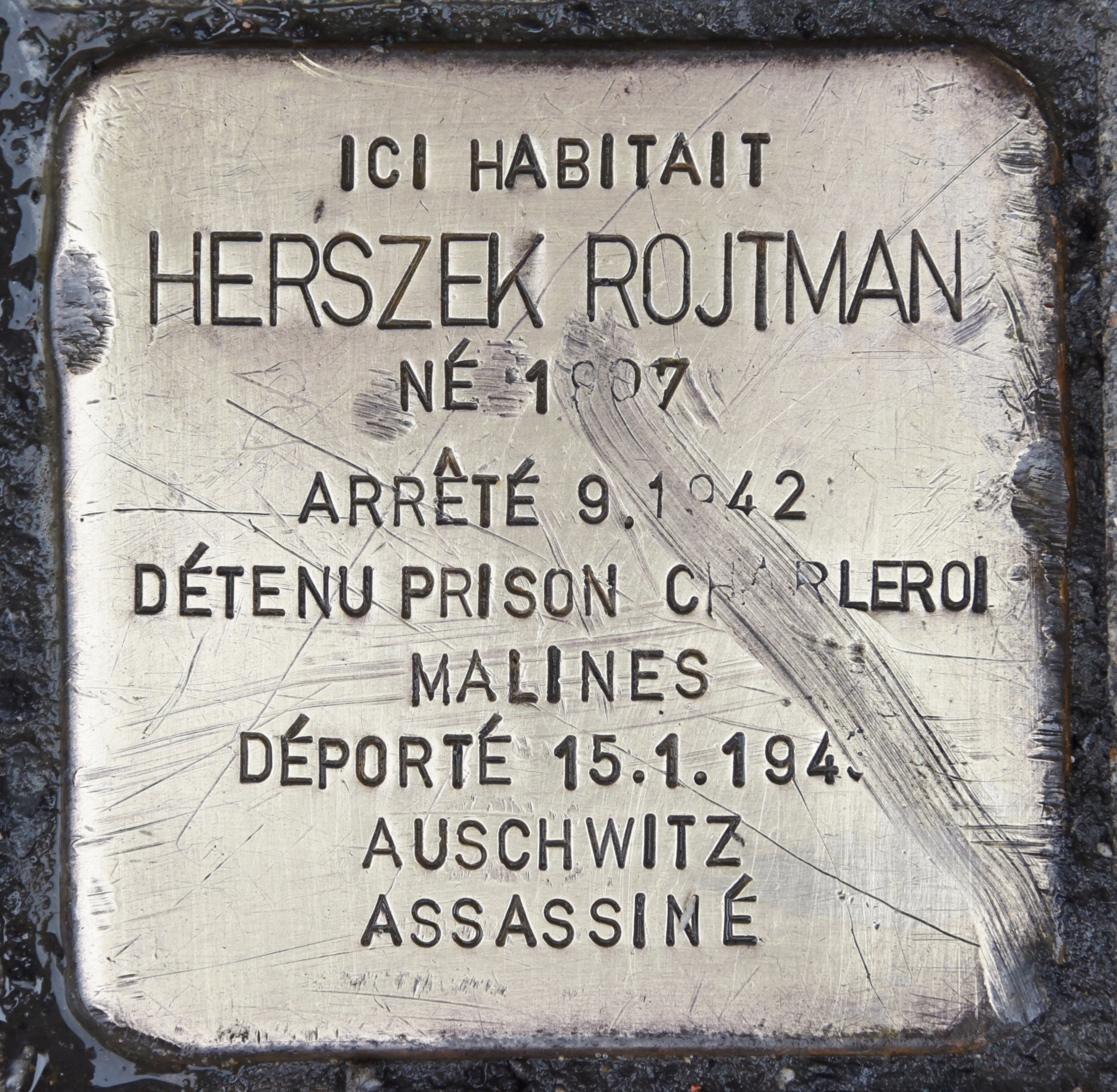
Herszek Rojtman, boulevard Paul Janson, 6 à Charleroi.
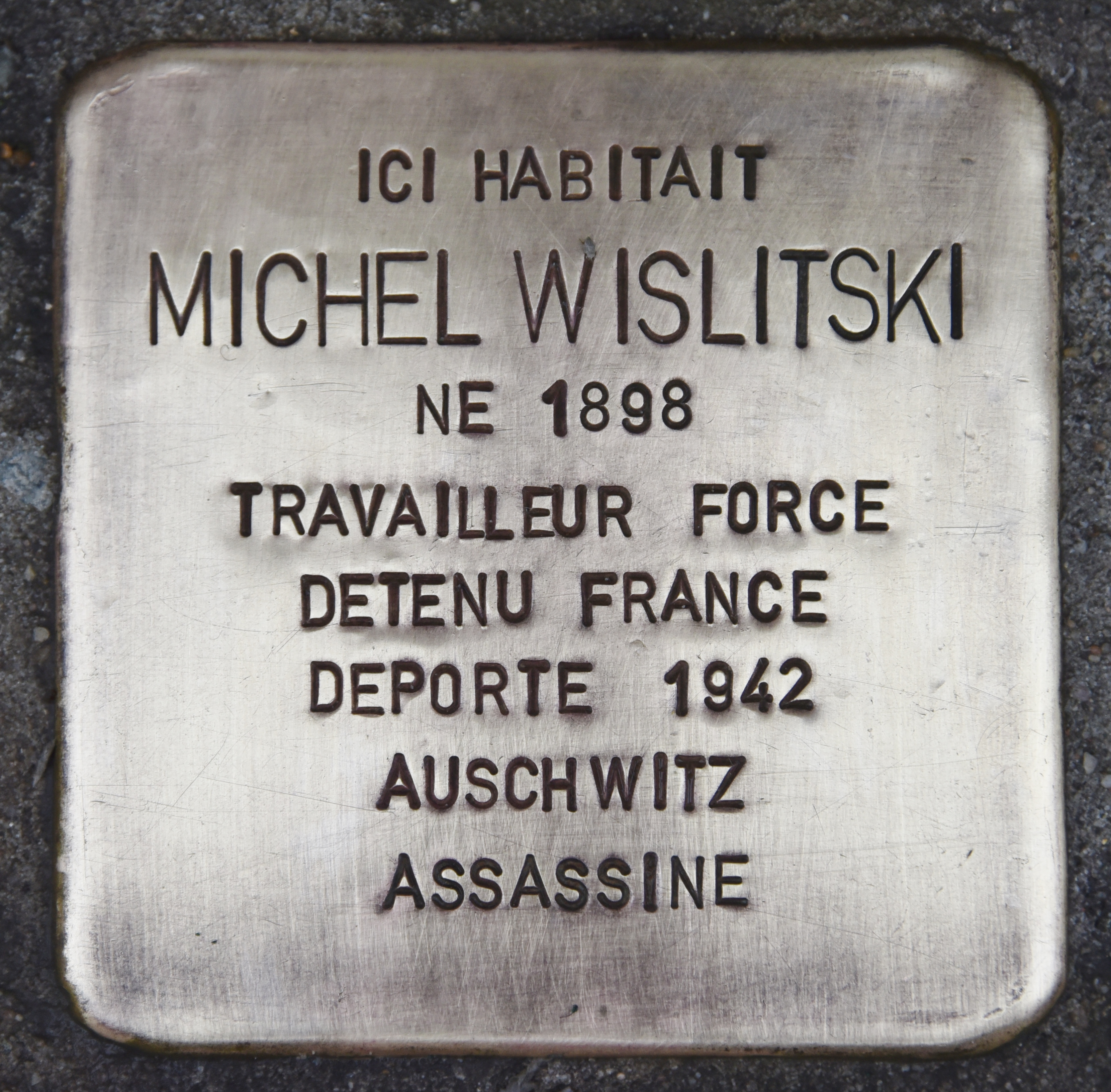
Michel Wislitski, rue de l'Énergie, 64 à Marcinelle.